# Wyandotte (hönsras)
Det här är en artikel om hönsrasen Wyandotte. För en artikel om indianstammen med samma namn, se Wyandotte.

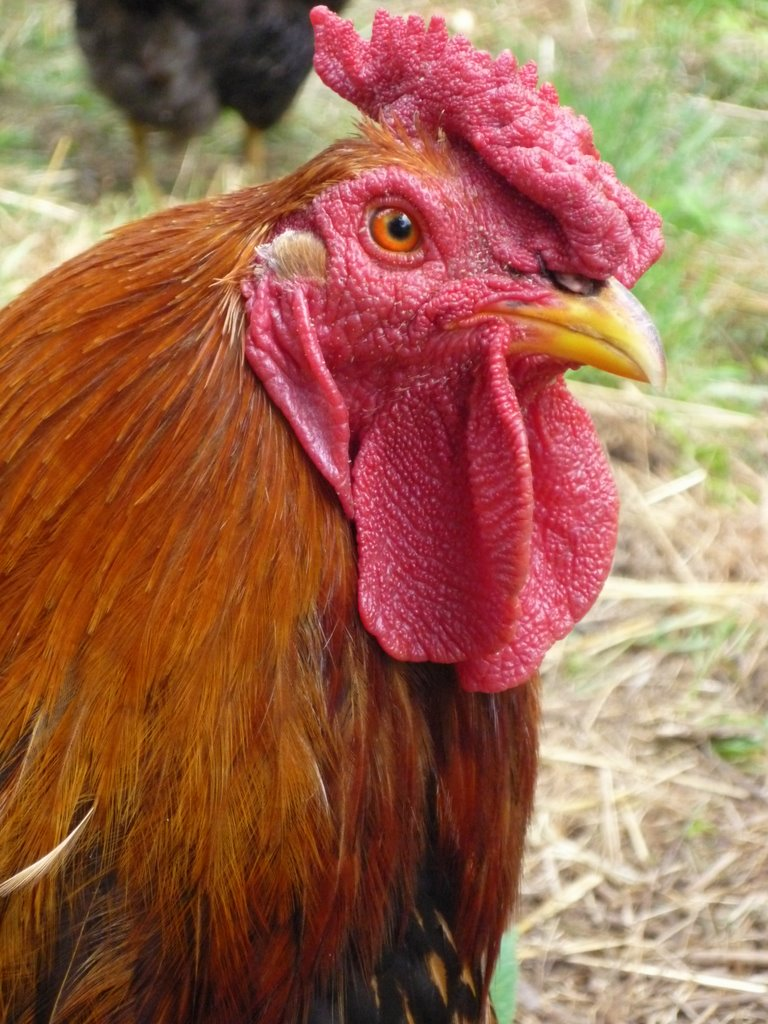
Wyandottetupp.

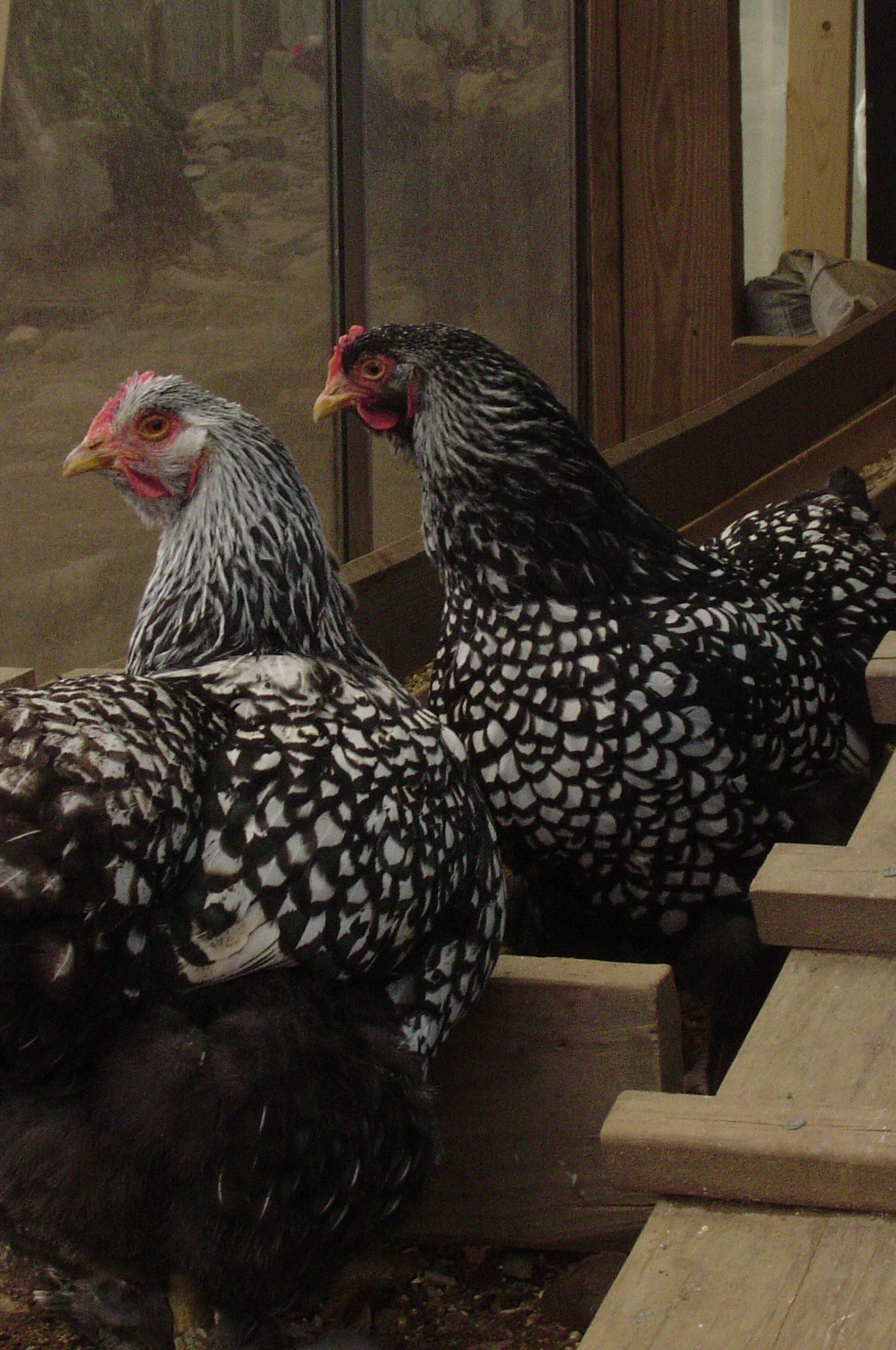
Silverrandiga hönor.

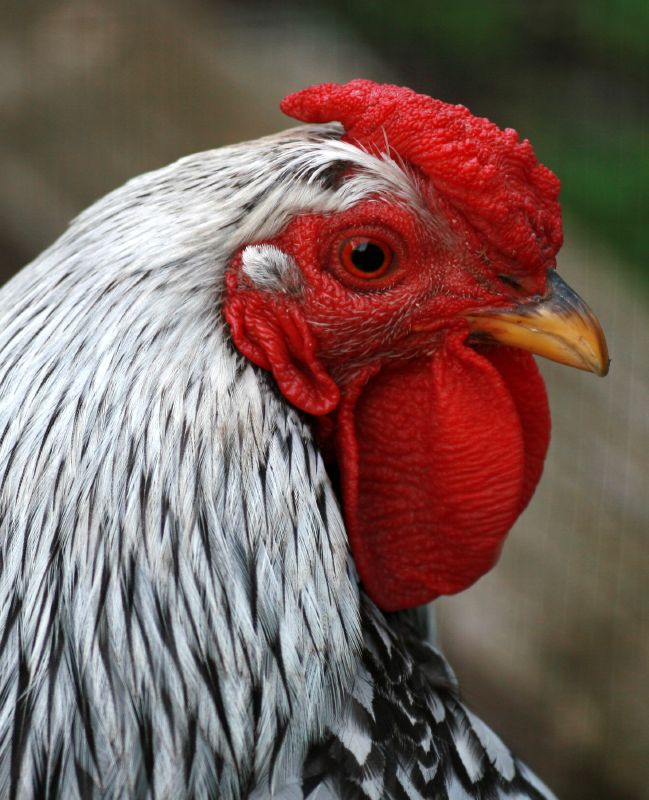
Tupp.

Wyandotte är en tung hönsras från USA, uppkallad efter indianstammen med samma namn, och känd sedan 1880-talet. Det är en kombinationsras som lämpar sig väl för både kött- och äggproduktion. En dvärgvariant framavlades i Tyskland, Nederländerna och Storbritannien. Det finns 29 stycken godkända färgvarianter av rasen, fler än för någon annan ras. Den silverrandiga färgvarianten var den som först godkändes. 
En höna väger omkring 3,1 kilogram och en tupp omkring 3,8 kilogram. För dvärgvarianten är vikten för en höna ungefär 1 kilogram och för en tupp 1,2 kilogram. Äggen från en stor höna har rosa-beige skalfärg och väger 55-60 gram. Dvärgvariantens ägg har ljusbrun till rosaaktig skalfärg och väger runt 35 gram. Rasen har ibland dålig befruktning av äggen. Hönorna är ruvvilliga och ser efter kycklingarna väl.
Till temperamentet är rasen lugn. Den flyger inte särskilt bra och går därför lätt att hålla i hönsgård.

## Färger
- Björkfärgad
- Blå
- Blå/guldrandig
- Brunbandad
- Gul
- Gul/blå/columbia
- Gul/columbia
- Gul/tvärrandig
- Guldhalsad
- Guldrandig
- Laxfärgad
- Legbarfärgad
- Ljus/columbia
- Ljusblå/columbia
- Orangefärgad
- Rapphönsfärgad
- Röd
- Röd/tvärrandig
- Silverhalsad
- Silverrandig
- Silvertecknad
- Svart
- Svart/guldhalsad
- Svart/silverhalsad
- Svart/vitfläckig
- Trefärgad
- Tvärrandig
- Vit
- Vit/guldrandig